# Energiegleichwert
Der Begriff Energiegleichwert wird in der Wasserkraftwerkstechnik genutzt. Er bezeichnet das Verhältnis aus der Energie, die aus der in einem Stausee gespeicherten Wassermenge erzeugt werden kann zum Inhalt des Sees. Meist wird die Energie in Mio. Kilowattstunden (kWh) angegeben und der Seeinhalt in Mio. Kubikmeter (m³), woraus sich die Einheit Kilowattstunde pro Kubikmeter (kWh/m³) ergibt. Je größer der Wert, desto wertvoller das Wasser des Speichersees, weil daraus mehr elektrische Energie erzeugt werden kann, als bei einem Stausee mit Wasser von geringerem Energiegleichwert. Typische Speicherseen in den Alpen erreichen Werte zwischen 1,5 und 4,5 kWh/m³.
| Stausee                    | Nutzinhalt (Mio. m³) | Erzeugbare Energie (Mio. kWh) | Energiegleichwert (kWh/m³) |
| -------------------------- | -------------------- | ----------------------------- | -------------------------- |
| Griessee                   | 18                   | 78                            | 4,3                        |
| Bortelsee                  | 3,7                  | 12,95                         | 3,5                        |
| Lac des Dix Lac de Cleuson | 400 20               | 1880                          | 4,48                       |
| Triftsee Projekt           | 85                   | 215                           | 2,53                       |
| Lago del Narèt             | 31,1                 | 140                           | 4,5                        |